# Franco Zeffirelli
Franco Zeffirelli, în registrul de stare civilă Gianfranco Corsi Zeffirelli (n. 12 februarie 1923, Florența, Regatul Italiei – d. 15 iunie 2019, Roma, Italia) a fost un realizator, scenarist, producător și actor italian.

## Filmografie

### Regizor
- 1957 : Camping
- 1964 : Maria Callas la Covent Garden (Maria Callas at Covent Garden) (TV)
- 1967 : Îmblânzirea Scorpiei - The Taming of the Shrew
- 1968 : Romeo și Julieta  (Romeo e Giulietta / Romeo and Juliet)[14]
- 1972 : Fratele Soare, sora Lună (Titlul original: Fratello sole, sorella luna)
- 1977 : Iisus din Nazareth (Gesù di Nazareth) (miniserial TV)
- 1979 : Campionul (Titlul original: Il campione) (The Champ)
- 1981 : O dragoste fără sfârșit (Titlul original: Amore senza fine ) (Titlul în engleză: Endless Love)
- 1982 : La Traviata[15]
- 1982 : Paiațe (I Pagliacci)[16]
- 1982 : Cavaleria rusticană[17]
- 1986 : Otello[18]
- 1988 : Tânărul Toscanini (Titlul original: Il Giovane Toscanini)
- 1989 : 12 regizori pentru 12 orașe (Titlul original, în italiană: 12 registi per 12 città)
- 1990 : Hamlet[19] (Titlul în italiană: Amleto)
- 1991 : Turandot[20]
- 1991 : Șase personaje în căutarea unui autor (Titlul original, în italiană: Sei personaggi in cerca d'autore)[21]
- 1992 : Don Carlos[22] (TV)
- 1993 : Povestea unei pitulice (Titlul original: Storia di una capinera)[23]
- 1996 : Jane Eyre[24]
- 1999 : Un ceai cu Mussolini  (Titlul original, în italiană: Un tè con Mussolini) (Tea with Mussolini)
- 2002 : Callas Forever[25]
- 2005 : Trei frați (Titlul original, în italiană: Tre fratelli)

### Scenarist
- 1957 : Camping
- 1967 : Îmblânzirea scorpiei (Titlul în italiană: La bisbetica domata) (Titlul în engleză: The Taming of the Shrew)[19]
- 1968 : Romeo și Julieta (Romeo and Juliet)[19]
- 1972 : Frate Soare, soră Lună (Titlul original, în italiană: Fratello sole, sorella luna)
- 1977 : Isus din Nazareth (Titlul original în italiană: Gesù di Nazareth) (miniserial TV)
- 1982 : La Traviata[26]
- 1986 : Otello[19]
- 1990 : Hamlet[19](Titlul original în italiană: Amleto)
- 1996 : Jane Eyre
- 2005 : Trei frați (Titlul original: Tre fratelli)

### Producător
- 1967  Femeia îndărătnică - The Taming of the Shrew
- 1967 : Îmblânzirea scorpiei (Titlul în italiană: La bisbetica domata) (Titlul în engleză: The Taming of the Shrew)[19]

### Actor
- 1947 : L'Onorevole Angelina : Filippo Carrone

## Recompense și nominalizări

### Recompense
- 2002 David di Donatello Awards - Special David
- 1991 David di Donatello Awards - David, pentru Hamlet (1990) (Pentru cel mai bun film străin)
- 1979 David di Donatello Awards - European David
- 1972 David di Donatello Awards - David, pentru Frate Soare, soră Lună (1972) (Pentru cea mai bună regie)
- 1986 Emmy Awards - Emmy, pentru Cavalleria  Rusticana (1972)
- 1985 Emmy Awards - Emmy, pentru Paiațe(1982)
- 1969 Sindicatul Național Italian al Jurnaliștilor de Film - Panglica de argint, pentru cel mai bun regizor de film: Romeo și Julieta, (1968)

- 1999 Festivalul internațional de film de la Karlovy Vary, Premiuil special pentru contribuția în lumea filmului
- 1973 Festivalul Internațional al Filmului de la San Sebastián - OCIC Award, pentru filmul Frate Soare, soră Lună (1972)

### Nominalizări
- 1983 Oscar, pentru Traviata (1983)
- 1969 Oscar, pentru Romeo și Julieta (1968)
- 1987 BAFTA, pentru Otello (1986)
- 1984 BAFTA film Award, pentru cel mai bun film străin, pentru Traviata (1983)
- 1978 BAFTA TV Award, pentru Isus din Nazareth (1977)
- 1969 BAFTA Film Award, pentru cea mai bună regie, pentru filmul Romeo și Julieta (1968)
- 1986 Festivalul de Film de la Cannes - Palme d'Or, pentru Otello (1986)
- 1969 Directors Guil of America, USA - DGA Awards, pentru filmul Romeo și Julieta (1968)
- 1969 Golden Globes, USA - Golden Globe, pentru Romeo și Julieta (1968)
- 1995 Gramado Film Festival - Golden Kikito, pentru cel mai bun film latin, pentru filmul Povestea unei pitulice (1993)
- 1971 Laurel Awards - Golden Laurel, Best Director, locul 5
- 1982 Razzie Awards - Razzie Award, pentru filmul Dragoste fără sfârșit (1981)